# Майк Йогансен

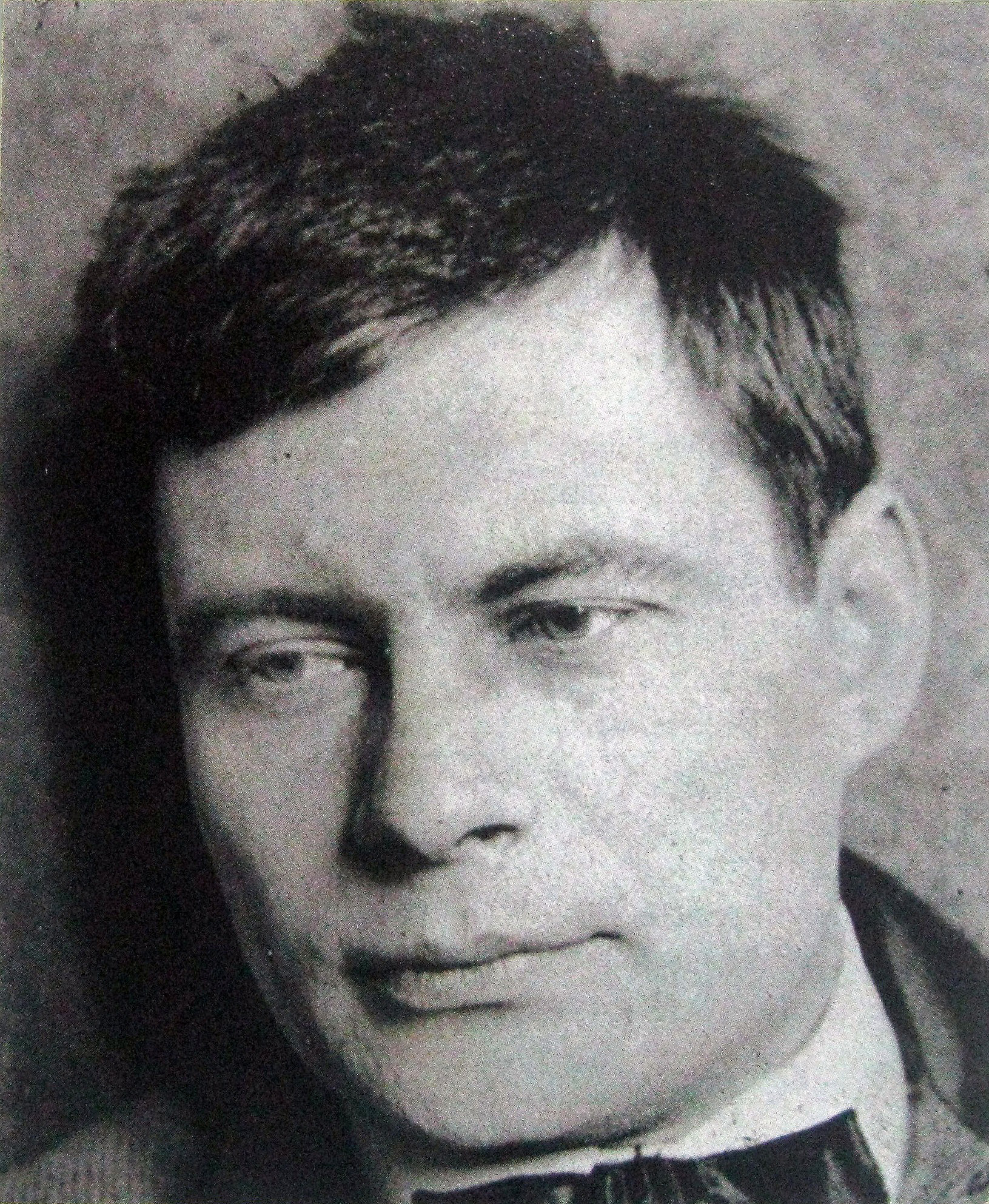
Майк Йогансен

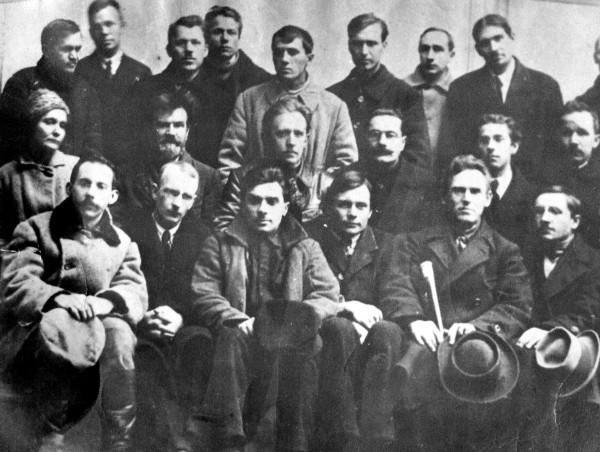
Зустріч харківських і київських митців. Київ, 1923. Зліва направо, перший ряд: Максим Рильський, Юрій Меженко, Микола Хвильовий, Майк Йогансен, Григорій Михайлов, Михайло Вериківський. Другий ряд: Наталя Романович, Михайло Могилянський, Василь Еллан-Блакитний, Сергій Пилипенко, Павло Тичина, Павло Филипович. У третьому ряду стоять: Дмитро Загул, Микола Зеров, Михайло Драй-Хмара, Григорій Косинка, Володимир Сосюра, Тодось Осьмачка, Володимир Коряк, Михайло Івченко

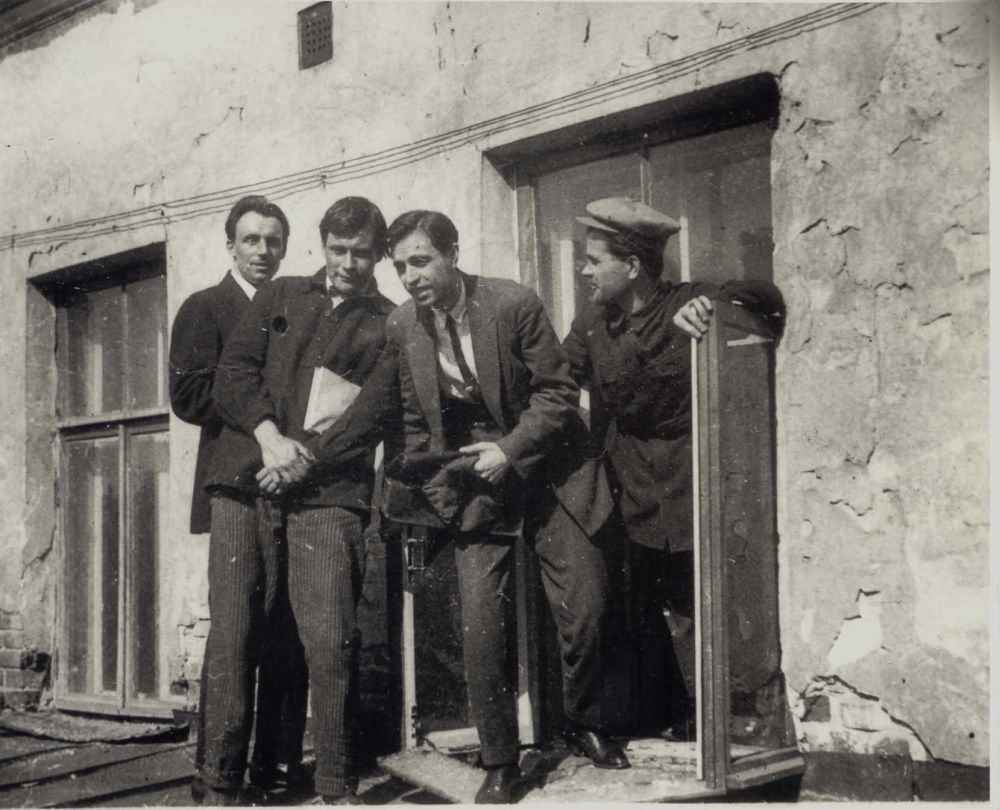
Зліва направо: Петро Панч, Майк Йогансен, Василь Вражливий, Григорій Епік. Харків, 1926

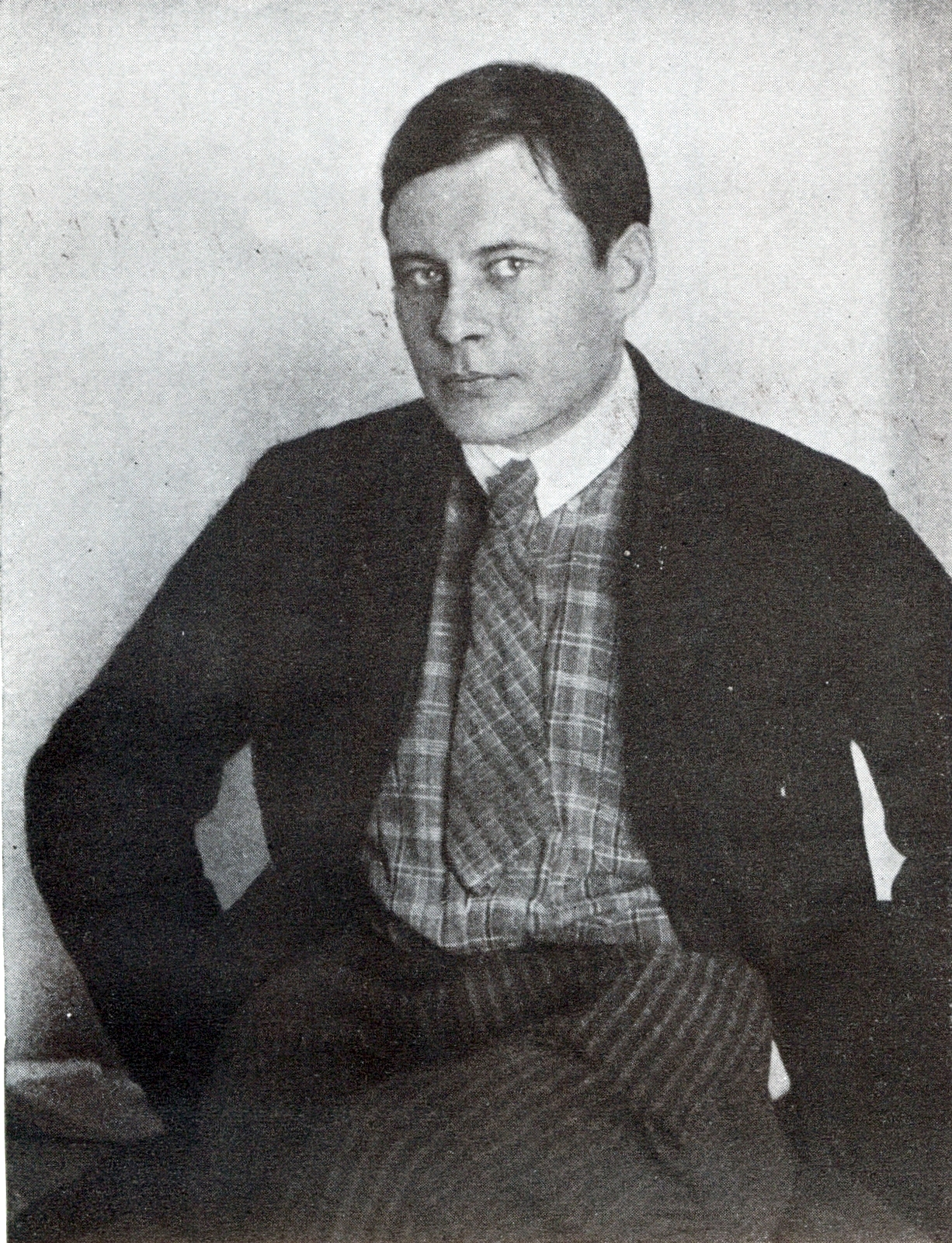
Майк Йогансен, кінець 1920-х

Мáйк Йога́нсен, справжнє ім'я Михáйло Герва́сійович Йога́нсен (16 (28) жовтня 1895 , Харків  — 27 жовтня 1937 , Київ ) — український поет, прозаїк доби «Розстріляного відродження». Також — перекладач, критик, лінгвіст, сценарист. Один із засновників літературного об'єднання ВАПЛІТЕ.
Жертва сталінських репресій.

## Життєпис
Народився 16 (28) жовтня 1895 року в Харкові у родині вчителя німецької мови, батько Гервасій Йогансен, вихідця з Латвії (в окремих матеріалах є свідчення про його шведське чи норвезьке походження, які він сам й поширював[джерело?], ймовірно, він мав радше данське походження судячи з форми прізвища); матір його ж — Ганна Федорівна Крамаревська зі старобільських козаків. Середню освіту здобув у Третій харківській чоловічій гімназії, де навчався разом із майбутніми російськими поетами-футуристами Григорієм Пєтніковим та Божидаром та українським географом Юрієм Платоновим. Закінчив історико-філологічний факультет Харківського Імператорського університету (1917), де спеціалізувався на вивченні латини.
1918 року Йогансен під враженням від Радянсько-української війни та кривавих розправ денікінців у Харкові, за його власним свідченням, «поклав різку лінію у світогляді і пристав до марксівського». Відтоді почав писати вірші українською.
1921 року зближується з Василем Елланом-Блакитним, Миколою Хвильовим, Володимиром Сосюрою та іншими харківськими письменниками. Разом із ними став фундатором Спілки пролетарських письменників «Гарт» (1923). В цей час працює редактором на ВУФКУ, звільняється з роботи після переїзду організації з Харкова до Києва восени 1926 року.
1925 року із групою колег вийшов із «Гарту» і заснував літературне об'єднання Вільна академія пролетарської літератури (ВАПЛІТЕ). Після вимушеного саморозпуску організації в січні 1928 року ініціював створення «Техно-мистецької групи А» (1928—1931). Разом з учасниками цієї групи видавав «Універсальний журнал». З ідеї Йогансена народився також позагруповий альманах «Літературний ярмарок» (1928—1930). Пізніше вступив до Спілки радянських письменників України (1934).

### Загибель
18 серпня 1937 року заарештований співробітниками НКВС у своїй харківській квартирі в будинку «Слово». На допитах не приховував своїх політичних поглядів: «В бесідах з Епіком, Вражливим я говорив, що Остап Вишня — ніякий не терорист. Що саджають людей безвинних у тюрми. Я стверджував, що арешти українських письменників є результатом розгубленості й безсилля керівників партії і Радянської влади».
24 жовтня 1937 року Йогансену пред'явлено обвинувальний висновок: «З 1932 року брав участь в антирадянській націоналістичній організації, яка ставила своєю метою повалення радянської влади методами терору й збройного повстання, завербував чотири особи для участі в повстанні, погодився особисто взяти участь у виконанні теракції проти керівників компартії і радянського уряду». Розглянувши на закритому засіданні 26 жовтня 1937 року судово-слідчу справу Михайла Йогансена, Військова Колегія Верховного Суду СРСР винесла вирок: «Йогансена М. Г. засудити до вищої міри кримінального покарання — розстрілу з конфіскацією всього майна, що належить йому особисто. Вирок остаточний і на підставі Постанови ЦВК СРСР від 1 грудня 1934 року підлягає негайному виконанню».
27 жовтня 1937 року Йогансена розстріляно в тюрмі НКВС у Києві. Символічна могила письменника міститься на Лук'янівському цвинтарі. Як свідчать архівні документи, тіло було таємно поховане у Биківнянському лісі.
Син Гай Йогансен разом з матір'ю 1945 р. емігрував до Німеччини.
20 березня 1958 року реабілітований.

## Особисте життя

### Цікаві факти
Йогансен дуже добре грав у більярд. Одного разу він виграв партію у Володимира Маяковського, за що той, програвши, мусив залізти під стіл і декламувати вірш Пушкіна.
У Майка була сестра Тетяна, вони разом часто з примусом батька читали «Фауста» Гете. Їхній батько був переконаним, що так вони вдосконалять свої знання з німецької мови.

## Творчість
Перші вірші Йогансен написав німецькою і російською мовами. Про себе як про українського поета він заявив 1921 року публікаціями в журналі «Шляхи мистецтва», збірниках «Жовтень» і «На сполох», альманахові «Штабель».
На початку творчого шляху молодому поетові властивий мотив мрійних «островів хмар», що його Олександр Білецький назвав «запізнілим романтизмом». Та бурхлива доба швидко «перемагнітила» Йогансена. Сповнений сподівань на національне й соціальне оновлення поет видає збірку «Д'горі» (1921), в одному з розділів якої — «Скоро forte» — поетичними засобами у високих героїчних тонах відтворив добу революції і громадянської війни.
Звертаючись до фольклорних джерел, Йогансен переосмислює їх у світлі ренесансних ідей (збірка «Кроковеє коло», 1923). Поетична збірка «Ясен» (1929), яка з'явилася після книжок «Революція» (1923) і «Доробок» (1924), виявила нову якість творчих пошуків Йогансена: від стихійної революційності молодого українського інтеліґента раннього періоду творчості письменник еволюціонізує у напрямку «романтики чистого слова». Еволюція поета і його ліричного героя йшла лінією романтизації щоденної, живої, суперечливої дійсності, що по-своєму утверджувала «романтику буднів».
Пізньому періодові творчості Йогансена властиве звернення до сюжетного вірша, балад, віршованих оповідань, нарису. Він покладав великі надії на прозу, розглядав свої вірші як «юнацьку спробу», вважав лірику «недовговічною та ефемерною», мріяв написати «велике полотно» про «Харків, про індустріальне оновлення» велетенського міста.
І в поезії, і в прозі Йогансен зберігав творчу індивідуальність. Часто вдавався до експериментів — поєднував прозу й поезію в одному творі, до містифікацій. За сімнадцять років творчої діяльності видав вісім книг віршів, десять книг прози, чотири книжки для дітей та дві  з літературознавства. З усього створеного головним вважав поетичний доробок. На п'ятнадцятому році творчої діяльності видав підсумкову книжку віршів, хоча свою поетичну програму не вважав вичерпаною.

### Переклади
Як випускник класичної гімназії, Йогансен знав старогрецьку, латину, німецьку і французьку. Самотужки оволодів англійською та іспанською, непогано знав скандинавські і слов'янські мови. У його перекладацькому доробку твори Фрідріха Шиллера, Вільяма Шекспіра, Едґара Аллана По, Редьярда Кіплінга, Герберта Веллса, Валентина Катаєва та інших.
Про його навички в опановуванні мов згадував письменник Юрій Смолич:
|  | Коли в час війни в Іспанії прибули іспанські діти-сироти, Йогансен осягнув іспанську мову достеменно на моїх очах — у балачці з іспанською дівчинкою років десяти. Після того він зразу ж перекладав розмови з іспанськими дітьми — з іспанської на українську і з української на іспанську — всім письменникам, які були в бригаді, що приїхала відвідати іспанських дітей в Померках, на дачі Г. І. Петровського. А повернувшись додому, взяв іспанську книжку і вільно її читав. За кілька днів Майк опублікував вже й переклади з іспанської поезії. |

## Вшанування пам'яті
120-та річниця з дня народження Майка Йогансена відзначалася на державному рівні.
У місті Одеса провулок Олександра Невського 5-й перейменували на провулок Майка Йогансена[джерело?].
У місті Харків вулицю Лермонтовську перейменували на вулицю Майка Йогансена.
У місті Київ вулицю Олександра Блока перейменували на вулицю Майка Йогансена.

### Поезія
- Д'горі. — Х. : Всеукрлітком, 1921. — 24 с.
- Кроковеє коло. — К. : Гарт, 1923. — 32 с.
- Революція. — Х. : Гарт, 1923. — 16 с.
- Сонатина. — Х. : Червоний шлях, 1923.
- Доробок: (Речі 1917—1923 рр.). — Х. : Червоний шлях, 1924. — 100 с.
- Пролог до Комуни. — Х. : ДВУ, 1924. — 24 с.
- Алло на хвилі 477: Ревю / Муз. Юлія Мейтуса, тексти Майка Йогансена. — Х. : ДВУ, 1929. — 6 с.
- Ясен: Поезій книга друга. — Х. : ДВУ, 1930. — 64 с.
- Збірка вибраних віршів. — Х. : ДВУ, 1930. — 78 с.
- Баляди про війну і відбудову. — Х. : Літ. і мистецтво, 1933. — 59 с.
- Поезії. — Х. : Рух, 1933. — 186 с.

### Проза
- Вецеліус, Віллі. Пригоди Мак-Лейстона, Гаррі Руперта та інших: у 10-ти вип. — Х. : ДВУ, 1925. — Вип. 1–10.
- 17 хвилин: оповідання. — Х. : Книгоспілка, 1925. — 40 с.
- Майборода: оповідання // Всесвіт. — 1925. — № 11, 16, 18.
- Луб'яне решето: [гуморески]. — Х. : Плужанин, 1929. — 32 с.
- Солоні зайці: (гуморески). — Х. : Плужанин, 1929. — 32 с.
- Подорож ученого доктора Леонардо і його майбутньої коханки прекрасної Альчести у Слобожанську Швайцарію. — Х. : Пролетарий, 1930. — 214 с.
- Життя Гая Сергійовича Шайби: оповідання. — Х. : Літ. і мистецтво, 1931. — 72 с.
- Оповідання про Майкла Паркера. — Х. : Літ. і мистецтво, 1931. — 79 с.
- Подорож ученого доктора Леонардо і його майбутньої коханки прекрасної Альчести у Слобожанську Швайцарію. — Х. : Рух, 1932. — 170 с.
- Оповідання. — Х. : Рух, 1932. — 302 с.

### Нариси
- Подорож людини під кепом (Єврейські колонії). — [Х.]: ДВУ, 1929. — 80 с.
- Подорож у радянську Болгарію: [нарис]. — Х.; К. : Літ. і мистецтво, 1930. — 72 с.
- Три подорожі: (Нариси). — Х.; К. : Літ. і мистецтво, 1932. — 188 с.
- Під парусом на дубі: (Нарис). — Х.; К. : Літ. і мистецтво, 1933. — 105 с.
- Подорож у Даґестан. — Х. : Рух, 1933. — 148 с.
- Кос Чагил на Ембі: [Нариси]. — К.; Х. : Держлітвидав, 1936. — 152 с.: іл.

### Твори для дітей
- Жабка (Оповідання). — Х., Одеса: Дитвидав, 1929. — 16 с.: іл.
- Жабка. Кіт. Собака (Оповідання) — К., Одеса: Дитвидав, 1934 — 19 с.: іл.
- Хитрі качки (Оповідання) Х., Одеса: Дитвидав, 1935. — 46 с.: іл.
- Старий вепер: (Оповідання) Х., Одеса: Дитвидав, 1936. — 34 с.: іл.
- Джан та інші оповідання. Х., Одеса: Дитвидав, 1937. — 55 с.: іл.
- Кіт Чудило. К. : Веселка, 1967. [Архівовано 8 січня 2015 у Wayback Machine.]
- Краби. К. : Веселка, 1968. [Архівовано 8 лютого 2015 у Wayback Machine.]

### Літературознавство
- Як будується оповідання: аналіз прозових зразків. — Харків: Книгоспілка, 1928. — 144, 1 с. — (Критика й теорія літератури).

### Статті
- Пристосування латиниці до потреб української мови. Червоний шлях № 9, 1923.
- Аналіза Фантастичного Оповідання. Вапліте № 2, 1927.

### Переклади
- Недосвідчений Дух. Оповідання Герберта Дж. Веллса.
- Фрідріх Шиллер. Коварство і кохання (1934).
- Редьярд Кіплінг. Казки — Харків; Одеса: Дитвидав, 1935

## Видання
- Йогансен, Майк. Поезії / Упоряд., вступ. ст. і прим. Степана Крижанівського. — К. : Радянський письменник, 1989. — 196 с.
- Йогансен, Майк. Вибрані твори / Упоряд. Ростислав Мельників. — Вид. 2-ге, доп. — К. : Смолоскип, 2009. — 768 с. — ISBN 978-966-8499-94-4.

Твори Майка Йогансена на порталі Чтиво: https://chtyvo.org.ua/authors/Yohansen/

## Відео та аудіо
- Майк Йогансен. Історія одного «чудермайстра» :https://www.youtube.com/watch?v=TUMt3JHhfj4
- Майк Йогансен. Гнилизна / аудіокнига: https://www.youtube.com/watch?v=L-aANEsdanA
- Майк Йогансен. «Краби»: https://www.youtube.com/watch?v=AhSBcIRhd18
- Майк Йогансен «То город-дощ…» | Читає Валерій Харчишин | Слухай: https://www.youtube.com/watch?v=X-N2SPspBn4
- Майк Йогансен. «То город-дощ…» (аудіо): https://sluhay.com.ua/9140790:majk-jogansen-to-gorodj-djoshch
- Ірина Старовойт. «Мисливська легенда» (Майк Йогансен):https://www.youtube.com/watch?v=j9-dOzAF9Pc
- Остап Сливинський. «Скоро forte» (Майк Йогансен):https://www.youtube.com/watch?v=5Fj4NfZTS1U
- Остап Сливинський. «Колискова» (Майк Йогансен):https://www.youtube.com/watch?v=adkJhQBSKzg
- Ірина Старовойт. «Ось іду по рейці» (Майк Йогансен):https://www.youtube.com/watch?v=RacPuIp7BIQ
- Роман Онишкевич. «Поезія» (Майк Йогансен):https://www.youtube.com/watch?v=ddASa_jkVVM
- Олег Онещак. «Реакція» (Майк Йогансен):https://www.youtube.com/watch?v=TL0m0zjkr-k

Третій епізод подкасту "Будинок «Слово» присвячений життю та творчості Майка Йогансена. Послухати його можна на всіх зручних подкаст-платформах: Apple Podcasts, Spotify, SoundCloud, Google Podcasts.